# Гробница Сафдарджанга

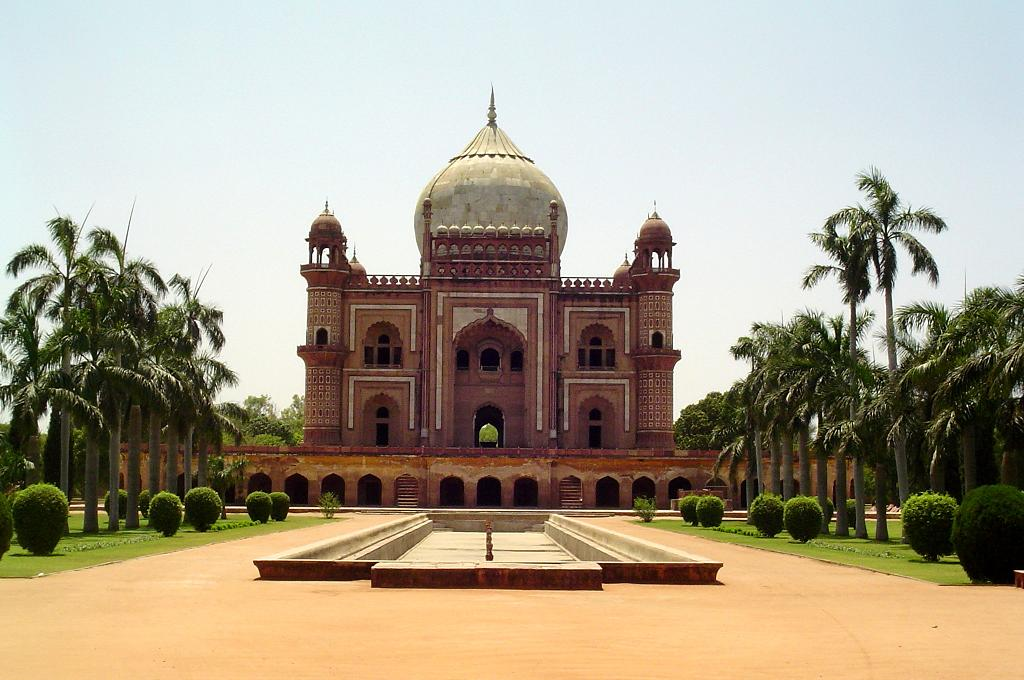
Гробница Сафдарджанга

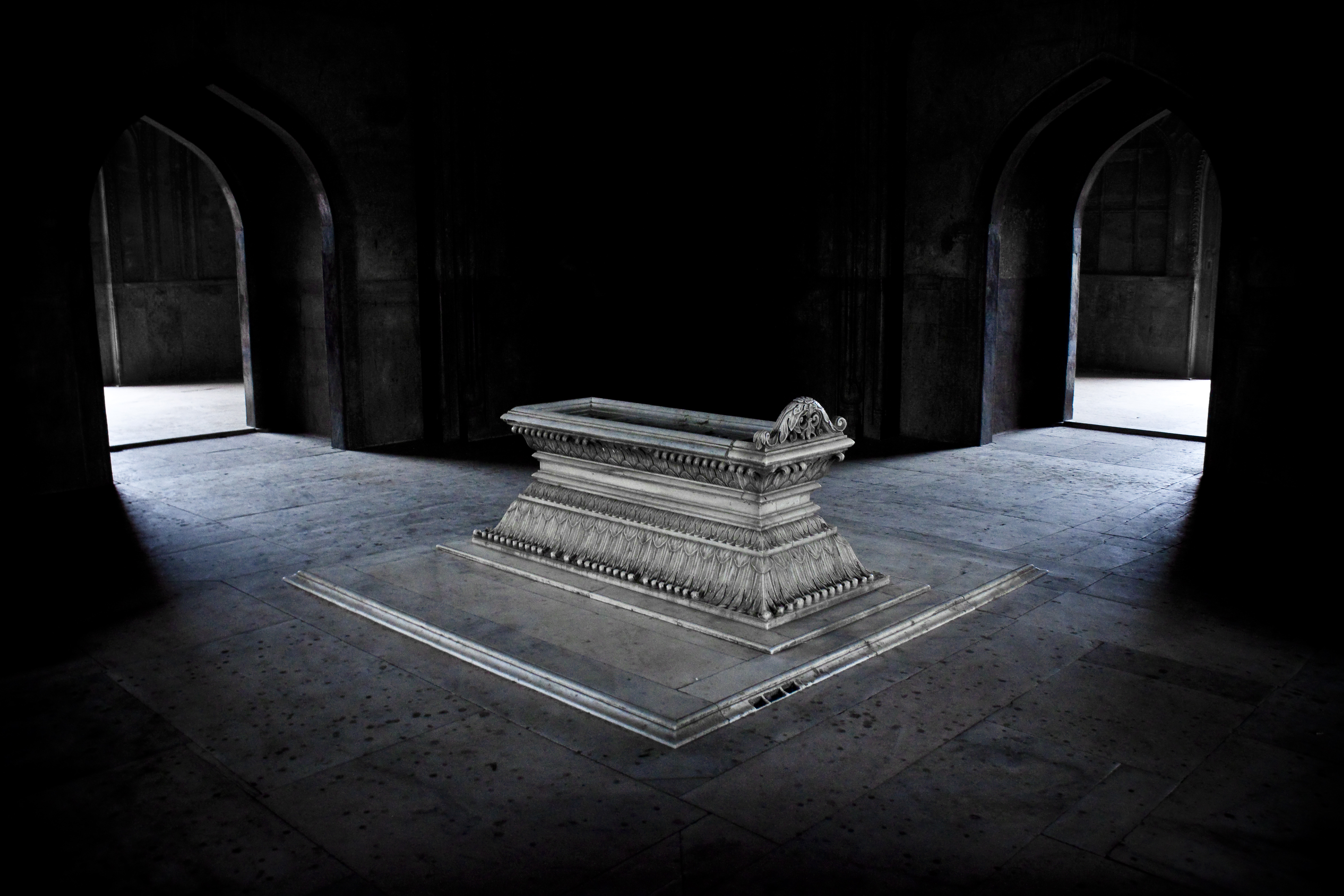
Гробница Сафдарджанга

Гробница Сафдарджанга (хинди सफ़दरजंग का मक़बरा, урду صفدر جنگ کا مقبره‎, Safdarjang ka Maqbara, англ. Safdarjung's Tomb) — мраморный мавзолей Сафдарджанга, премьер-министра могольского императора Мухаммад Шаха, в городе Дели, Индия. Он был построен в 1754 году в стиле могольской архитектуры. Мавзолей окружает большой сад, созданный в стиле, известном сейчас как «могольские сады» или «чарбагх». Фасад мавзолея украшен сложными узорами на штукатурке.
Часть здания мавзолея сейчас занимает Археологическое управление Индии .